# Río Krka (Croacia)

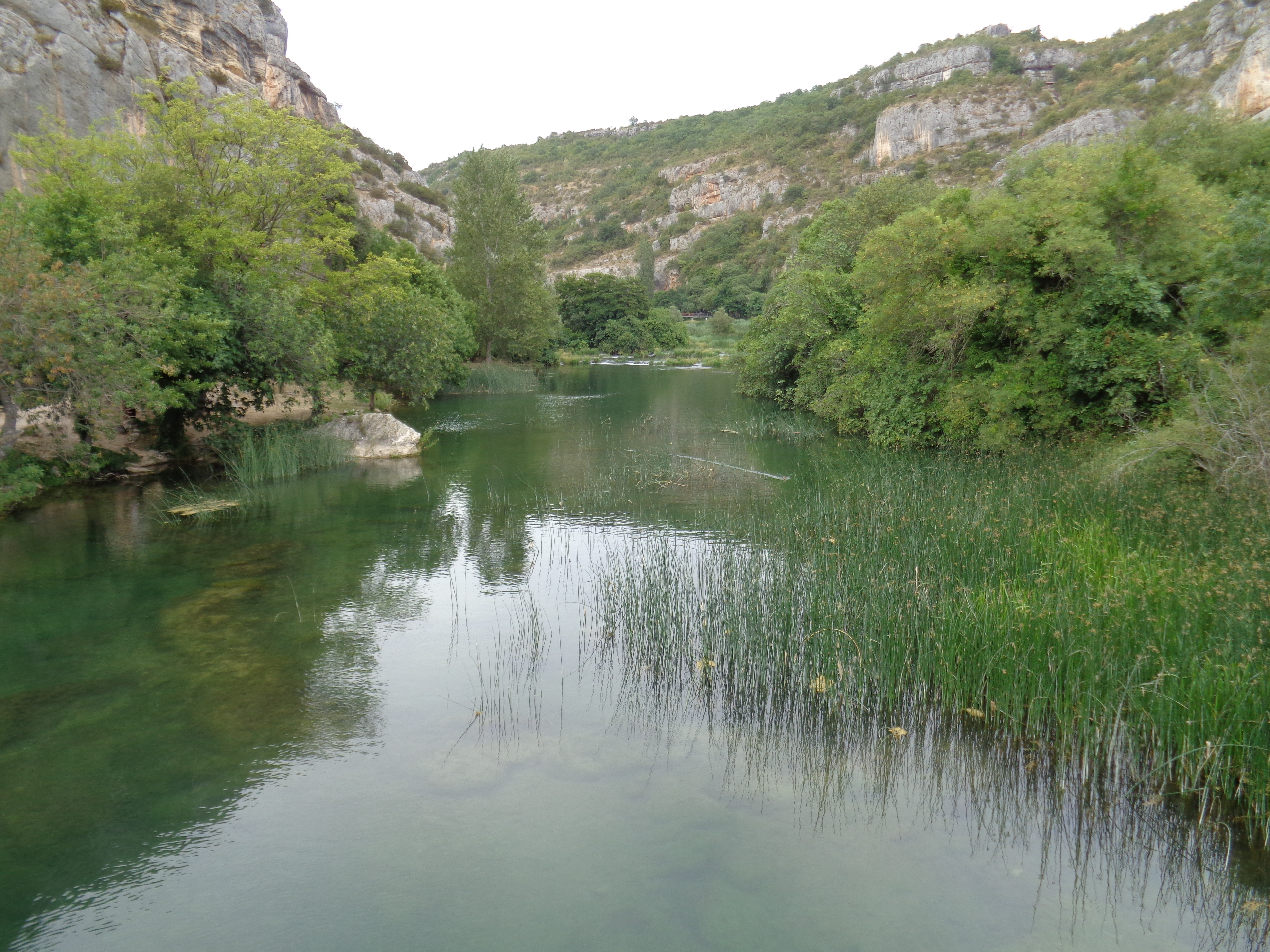
Río Krka antes de la cascada "Roški Slap"

El Krka es un río en la región de Dalmacia, Croacia, conocido por sus numerosas cascadas. Tiene 73 km de largo y su cuenca cubre un área de 2088 km². Era conocido en griego antiguo como Kyrikos, o puede ser también como Catarbates (literalmente "caída abrupta") por los antiguos griegos, era conocido por los antiguos romanos como Titius, Corcoras o Korkoras.

## Curso
El río nace cerca de la frontera de Croacia con Bosnia y Herzegovina, al pie de la montaña Dinara. Tras serpentear por el cañón de Krčić, se adentra en el valle cárstico de Knin a través de la cascada de Krčić, de 25 m. Al pie de la segunda de ellas, llamada cascada de Topoljski, hay un manantial en una cueva con 150 m de paso. A continuación, el río fluye por el valle, donde se alimenta del Kosovčica por la izquierda y del Orašnica y el Butižnica por la derecha, pasando la Fortaleza de Knin entre los dos últimos en el camino, y entrando en el cañón principal
Lo que sigue pertenece al parque nacional Krka. La primera cascada allí es la de Bilušića, de 6 m de altura, a la que siguen cascadas del doble de su altura. Estas conducen al lago Brljansko con una cascada en su centro, de casi la misma altura. Al final de la segunda mitad del lago comienzan las cascadas Manojlovački una serie de cascadas y saltos de agua con una elevación total de 60 m, la mitad de los cuales son de la última. Aquí, en la orilla derecha, se encuentran las ruinas romanas de Burnum. En el extremo del cañón se encuentran las ruinas de los castillos medievales de Nečven, a la izquierda, y de Trošenj, enfrente. Más allá se encuentra el monasterio ortodoxo serbio de Krka. Más abajo, un extenso sistema de cascadas termina en la cascada Roški, de 20 m de altura. Más adelante, el río forma el lago Visovačko, de 7 km, con el monasterio de la orden franciscana de Visovac en la isla situada en el centro del lago. El lago termina en la confluencia del Krka y su mayor afluente, el Čikola. En ese punto, forman las cascadas Skradinski, una larga serie con una altura total de 45 m.
A partir de este punto, el río es navegable desde el mar. El río pasa por delante de la ciudad de Skradin, a la derecha, y desemboca en el lago Prokljansko, de 5 km de ancho, en el que desemboca el río Guduča, a la derecha. Después, el río desemboca en la bahía de Šibenik, de 10 km de longitud, que está conectada al mar Adriático por el canal de San Antonio, en la fortaleza de San Nicolás.

## Desarrollo
Esta área también es la ubicación de la primera central hidroeléctrica que utilizó corriente alterna en Croacia, la Central Hidroeléctrica Jaruga. Esta planta comenzó a suministrar energía a la cercana ciudad de Šibenik en 1895.

## Contaminación
Algunas partes del río Krka fueron muy minadas durante las guerras yugoslavas. En 2016, muchos campos que bordean el cañón entre el lago Visovačko y el lago Prokljansko en la orilla derecha, y entre Nečven y el lago Visovačko en la orilla izquierda, aún no han sido desminados. Las zonas turísticas y las carreteras pavimentadas ya no están afectadas.
- Monasterio de Krka
- Parque nacional Krka
- Monasterio Visovac

## Literatura
- Don Krsto Stošić, Rijeka Krka sa 54 slike, Tisak Pučke tiskare u Šibeniku, Šibenik Croacia 1927

- Datos: Q591224
- Multimedia: Krka, Croatia / Q591224